# Conférence de la grande Asie orientale

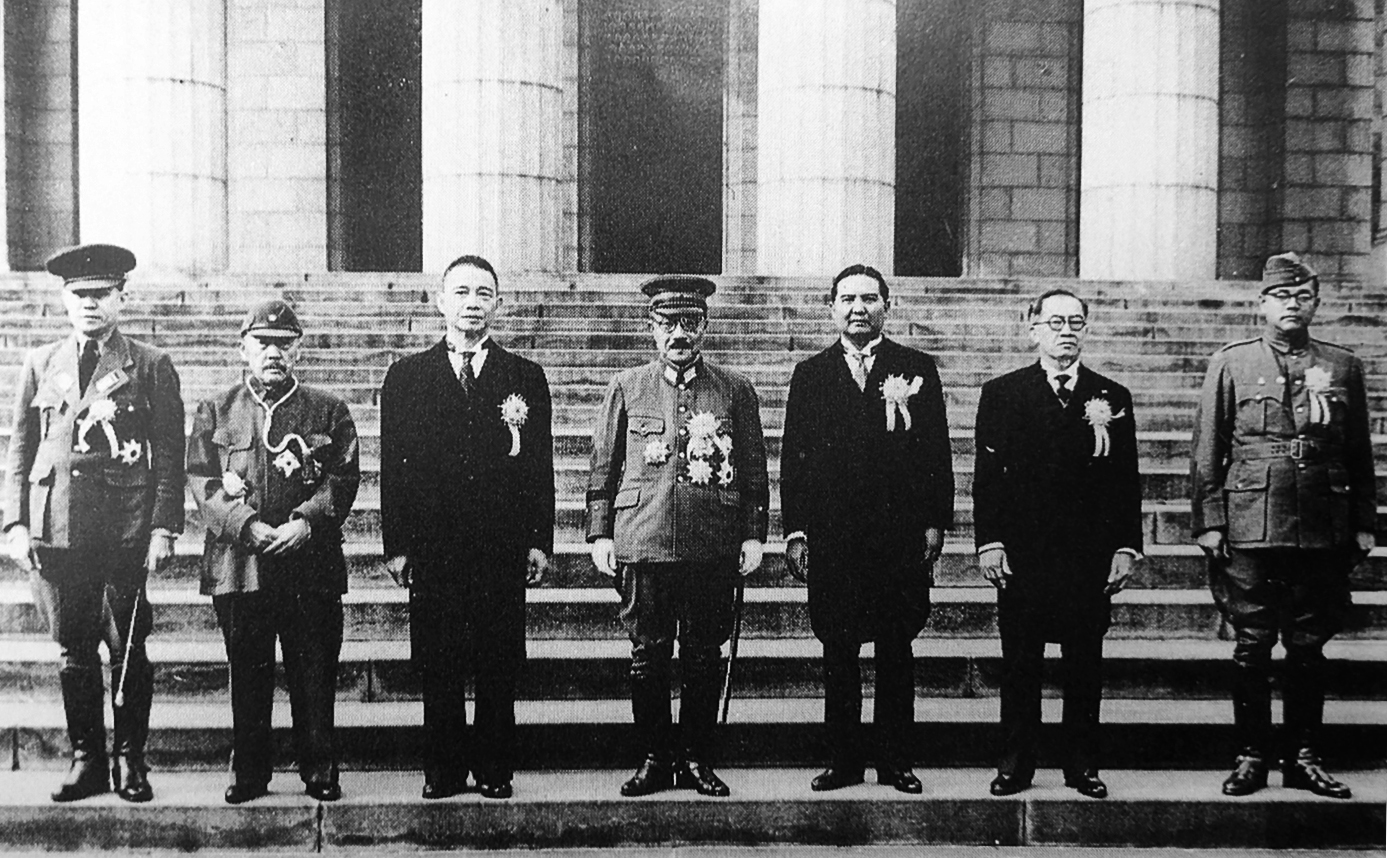
Participants de la conférence de la grande Asie orientale. De gauche à droite : Ba Maw (Birmanie), Zhang Jinghui (Mandchoukouo), Wang Jingwei (Chine), Hideki Tōjō (Japon), Wan Waithayakon (Thaïlande), José P. Laurel (Philippines), Subhas Chandra Bose (Inde).

La conférence de la grande Asie orientale (大東亜会議, Dai Tōa Kaigi), ou conférence de Tokyo, est un sommet international qui se tint à Tokyo du 5 au 6 novembre 1943 et pendant lequel l'empire du Japon accueillit les représentants des États membres de la sphère de coprospérité de la grande Asie orientale ainsi que celui de l'Inde libre. 
La conférence aborda plusieurs questions diverses mais était prévu dès le départ à être un spectacle de propagande pour illustrer les engagements de l'empire du Japon dans l'idéal pan-asiatique et pour souligner son rôle de « libérateur » de l'Asie du colonialisme occidental.

## Contexte
Avant la conférence de la grande Asie orientale, le Japon avait fait de vagues promesses d'indépendance à plusieurs organisations anti-coloniales dans les territoires qu'il contrôlait, mais mis à part plusieurs États fantoches installés sur le territoire chinois, ces promesses ne furent pas remplies. Mais avec la mauvaise tournure que prenait la guerre du Pacifique, les fonctionnaires du ministère japonais des Affaires étrangères et les partisans de l'idéal pan-asiatique au sein du gouvernement et de l'armée militaient pour accorder rapidement l'« indépendance » à plusieurs régions d'Asie afin d'augmenter la résistance locale aux puissances coloniales occidentales et de renforcer le soutien à l'effort de guerre japonais. Les dirigeants de l'armée japonaise acceptèrent par principe, comprenant la valeur d'une telle démarche pour la propagande, mais le niveau d'« indépendance » que l'armée comptait accorder était inférieur à celui dont bénéficiait déjà le Mandchoukouo. 
Plusieurs membres de la sphère de coprospérité de la grande Asie orientale ne furent pas représentés. La Corée et Taïwan avaient depuis longtemps été annexés par l'empire du Japon et il n'y avait pas de projets d'étendre leur autonomie et encore moins de proclamer leur indépendance de façon nominale.
Les délégués vietnamien et cambodgien ne furent pas invités par peur d'offenser le gouvernement de Vichy pro-Allemagne nazie qui était encore l'alliée du Japon.
La question de la Malaisie britannique et des Indes orientales néerlandaises fut complexe. D'importantes parties étaient sous le contrôle de l'armée impériale japonaise ou de la Marine impériale japonaise, et les organisateurs de la conférence étaient consternés par la décision unilatérale du quartier-général impérial d'annexer ces territoires à l'empire du Japon le 31 mai 1943 plutôt que d'accorder une indépendance nominale. Ce choix mina considérablement les efforts du Japon pour être considéré comme un « libérateur » aux yeux des peuples asiatiques. Les indépendantistes indonésiens Soekarno et Mohammad Hatta furent invités à Tokyo juste après la conférence pour une simple réunion mais ils ne furent pas invités à la conférence elle-même.
En fin de compte, sept pays (en comprenant le Japon) participèrent à la conférence.

## Participants

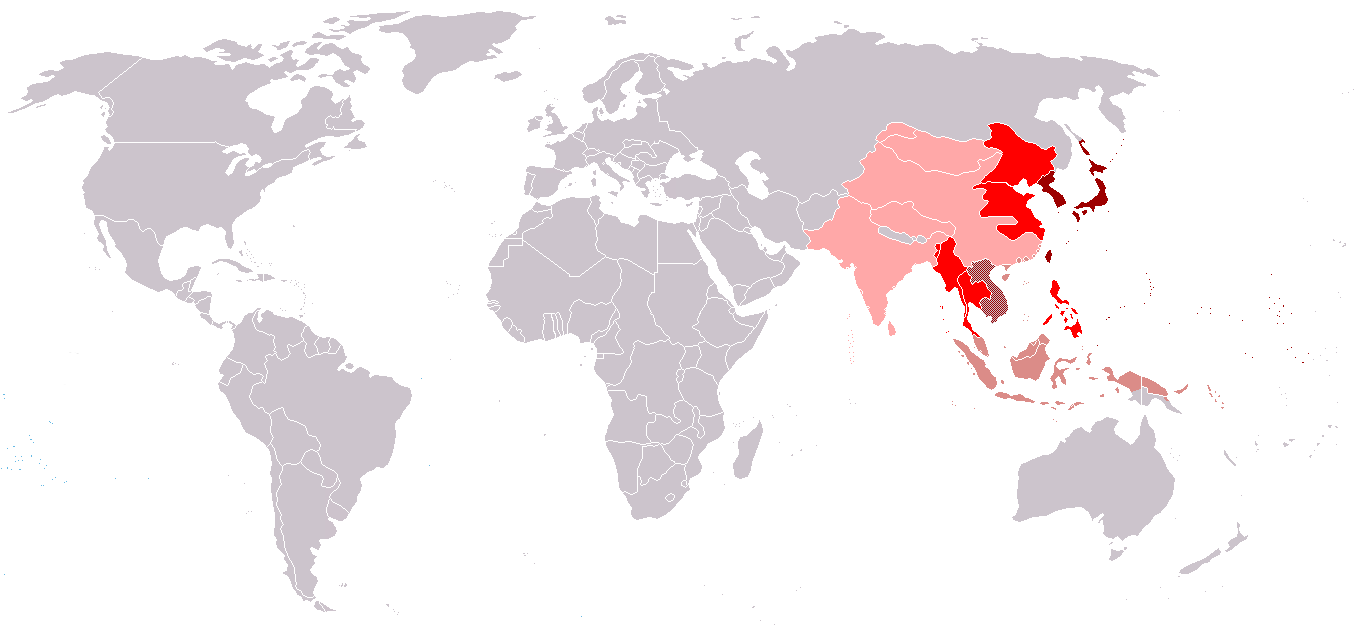
Pays participants

Six représentants « indépendants » et un observateur (l'Inde libre) participèrent à la conférence.
| Drapeau | État                                                                            | Image | Représentants                                         |
| ------- | ------------------------------------------------------------------------------- | ----- | ----------------------------------------------------- |
|         | Birmanie (birman : )                                                            |       | Ba Maw (1893—1977) chef du gouvernement               |
|         | Gouvernement national réorganisé de la république de Chine (chinois : 中華民國) |       | Wang Jingwei (1883—1944) chef du gouvernement         |
|         | Mandchoukouo (chinois : 大滿洲帝國)                                             |       | Zhang Jinghui (1871—1959) premier ministre            |
|         | Inde libre (hindi : आर्ज़ी हुक़ूमत-ए-आज़ाद हिन्द; ourdou : عارضی حکومت‌ِ آزاد ہند)          |       | Subhash Chandra Bose (1897—1945) chef du gouvernement |
|         | Thaïlande (thaï : ราชอาณาจักรไทย)                                                |       | Wan Waithayakon (1891—1976) diplomate                 |
|         | Philippines (tagalog : Republika ng Pilipinas)                                  |       | José P. Laurel (1891—1959) président                  |
|         | Empire du Japon (japonais : 大日本帝國)                                         |       | Hideki Tōjō (1884—1948) premier ministre              |

Strictement parlant, Subhash Chandra Bose était présent en qualité d'« observateur » puisque l'Inde était encore sous le contrôle des Britanniques. En outre, le royaume de Thaïlande envoya le prince Wan Waithayakon à la place du premier ministre Plaek Pibulsonggram pour affirmer que la Thaïlande n'était pas sous contrôle japonais. Le premier ministre s'était également inquiété de l'éventualité de quitter Bangkok.
Tōjō accueillit les représentants avec un discours faisant l'éloge de l'« essence spirituelle » de l'Asie en opposition à la « civilisation matérialiste » occidentale. La rencontre fut caractérisée par un appel à la solidarité et par la condamnation du colonialisme occidental mais il n'y eut pas de projets concrets pour développer l'économie.

## Déclaration commune
La déclaration commune de la conférence fut publiée comme suit :
« C'est dans l'espoir d'une paix mondiale que les nations du monde ont chacune leur juste place et espère que l'aide mutuelle et l'assistance leur apportera la prospérité. Les États-Unis d'Amérique et l'empire britannique cherchent à s'enrichir en opprimant d'autres peuples et pays. Tout particulièrement en Asie orientale, ils se livrent à l'agression et à l'exploitation insatiable des ressources, ils cherchent à assouvir leur ambition démesurée d'asservir toute la région, et ils sont devenus une menace sérieuse pour la stabilité de l'Asie orientale. C'est là que réside la cause de cette guerre. Les pays de la grande Asie orientale, avec pour volonté d'établir la paix dans le monde, s'engagent à coopérer pour amener la guerre de la grande Asie orientale à une conclusion positive, libérer la région de la domination américano-britannique, assurer leur existence et leur auto-défense, et à construire une grande Asie orientale conformément aux principes suivants :
- Les pays de la grande Asie orientale s'engagent à coopérer mutuellement pour assurer la stabilité de la région et construire un monde de prospérité commune et de bien-être fondé sur la justice.

- Les pays de la grande Asie orientale assureront la fraternité des peuples de leur région en respectant la souveraineté et l'indépendance des uns et en pratiquant l'assistance mutuelle et l'amitié avec les autres.

- Les pays de la grande Asie orientale respecteront les traditions de tous et développeront les facultés créatives de chaque race, permettant ainsi d'améliorer la culture et la civilisation de la grande Asie impériale.

- Les pays de la grande Asie orientale s'efforceront d'accélérer leur développement économique par coopération étroite sur base de la réciprocité et de favoriser la prospérité générale de leur région.

- Les pays de la grande Asie orientale cultiveront des relations amicales avec tous les pays du monde, et travailleront pour l'abolition de la discrimination des races, la promotion des échanges culturels, et l'ouverture de l'accès aux ressources dans le monde entier, et contribueront ainsi aux progrès de l'humanité. »

## Conséquences
La conférence et la déclaration commune furent avant tout un acte de propagande pour rallier les pays de la région en prévision de la suite de la guerre, en décrivant les idéaux pour lesquels ils combattaient. La conférence marqua cependant un tournant dans la politique étrangère du Japon et dans ses relations avec les autres nations asiatiques. La défaite des forces japonaises à Guadalcanal et la conscience croissante des limites de l'armée japonaise mena les civils japonais à militer pour le remplacement du système colonial par un système basé plutôt sur la coopération, qui permettait la mobilisation de plus de main-d'œuvre et de ressources contre les forces alliées. Ce fut aussi le débuts des efforts visant à établir un système qui permettait une certaine forme de compromis diplomatique devant l'échec complet de la solution purement militaire. Tous ces efforts virent cependant trop tard pour sauver l'empire qui capitula devant les alliés moins de deux ans après la conférence.